# Sportclub Austria Lustenau 2022-2023
Questa voce raccoglie le informazioni riguardanti lo Sportclub Austria Lustenau nelle competizioni ufficiali della stagione 2022-2023.

## Stagione
Nella stagione 2022-2023 l'Austria Lustenau, allenato da Markus Mader, concluse il campionato di Bundesliga all'8º posto e perse gli spareggi per la Conference League. In ÖFB-Cup l'Austria Lustenau fu eliminato al secondo turno dal Wiener SC.

## Rosa
| N. |                     | Ruolo | Calciatore       |
| -- | ------------------- | ----- | ---------------- |
| 4  | Austria (bandiera)  | D     | Tobias Berger    |
| 5  | Francia (bandiera)  | D     | Jean Hugonet     |
| 6  | Austria (bandiera)  | D     | Darijo Grujcic   |
| 7  | Austria (bandiera)  | D     | Fabian Gmeiner   |
| 8  | Turchia (bandiera)  | C     | Cem Türkmen      |
| 9  | Germania (bandiera) | A     | Emrehan Gedikli  |
| 10 | Serbia (bandiera)   | A     | Nemanja Motika   |
| 11 | Camerun (bandiera)  | A     | Michael Cheukoua |
| 12 | Francia (bandiera)  | D     | Hakim Guenouche  |
| 13 | Austria (bandiera)  | P     | Ammar Helac      |
| 14 | Germania (bandiera) | A     | Henri Koudossou  |
| 16 | Germania (bandiera) | C     | Torben Rhein     |
| 18 | Austria (bandiera)  | A     | Anthony Schmid   |

| N. |                     | Ruolo | Calciatore         |
| -- | ------------------- | ----- | ------------------ |
| 19 | Croazia (bandiera)  | C     | Angelo Bacic       |
| 20 | Austria (bandiera)  | A     | Lukas Fridrikas    |
| 22 | Guinea (bandiera)   | C     | Yadaly Diaby       |
| 23 | Austria (bandiera)  | C     | Pius Grabher       |
| 27 | Austria (bandiera)  | P     | Domenik Schierl    |
| 28 | Brasile (bandiera)  | D     | Anderson           |
| 29 | Austria (bandiera)  | P     | Simon Nesler       |
| 31 | Austria (bandiera)  | D     | Matthias Maak      |
| 33 | Ungheria (bandiera) | C     | Dániel Tiefenbach  |
| 35 | Brasile (bandiera)  | D     | Adriel             |
| 44 | Austria (bandiera)  | D     | Hannes Küng        |
| 69 | Algeria (bandiera)  | C     | Yuliwes Bellache   |
| 70 | Serbia (bandiera)   | A     | Stefano Surdanovic |

## Organigramma societario
Area tecnica
- Allenatore: Markus Mader
- Allenatore in seconda: Martin Schneider
- Preparatore dei portieri: Mathias Nesler
- Preparatori atletici: Lucas Vidal

## Calciomercato

### Sessione estiva
| Acquisti | Acquisti           | Acquisti           | Acquisti |
| R.       | Nome               | da                 | Modalità |
| -------- | ------------------ | ------------------ | -------- |
| C        | Yadaly Diaby       | Clermont Foot      |          |
| A        | Henri Koudossou    | Augusta            |          |
| C        | Yuliwes Bellache   | Clermont Foot      |          |
| A        | Lukas Fridrikas    | Austria Klagenfurt |          |
| P        | Ammar Helac        | Austria Vienna     |          |
| C        | Angelo Bacic       | Vorarlberg U18     |          |
| C        | Torben Rhein       | Bayern Monaco II   |          |
| A        | Anthony Schmid     | Floridsdorfer      |          |
| A        | Stefano Surdanovic | Admira Wacker M.   |          |
| A        | Bryan Teixeira     | Clermont Foot      |          |

| Cessioni | Cessioni           | Cessioni       | Cessioni |
| R.       | Nome               | a              | Modalità |
| -------- | ------------------ | -------------- | -------- |
| A        | Jan Stefanon       | Dornbirn       |          |
| C        | Wallace            | HNK Gorica     |          |
| C        | Brandon Baiye      | Clermont Foot  |          |
| D        | Carlos Berlinger   | SW Bregenz     |          |
| A        | Adriano Bertaccini | Thes Sport     |          |
| C        | Muhammed Cham      | Clermont Foot  |          |
| P        | Florian Ereš       | Vorwärts Steyr |          |
| C        | Dragan Marceta     | Vorwärts Steyr |          |
| C        | Raul Marte         | Dornbirn       |          |
| D        | Leo Mätzler        | Altach         |          |
| A        | Haris Tabaković    | Austria Vienna |          |
| A        | Liam Tripp         | Hohenems       |          |

### Sessione invernale
| Acquisti | Acquisti        | Acquisti     | Acquisti |
| R.       | Nome            | da           | Modalità |
| -------- | --------------- | ------------ | -------- |
| A        | Nemanja Motika  | Stella Rossa |          |
| A        | Emrehan Gedikli | Trabzonspor  |          |

| Cessioni | Cessioni       | Cessioni   | Cessioni |
| R.       | Nome           | a          | Modalità |
| -------- | -------------- | ---------- | -------- |
| A        | Bryan Teixeira | Sturm Graz |          |

## Risultati

### Bundesliga

#### Girone di andata
| Arbitro: | Harkam |

|                         |           |                  |
| Schmid 11’ Anderson 59’ | Marcatori | 87’ (rig.) Prica |

| Arbitro: | Gishamer |

|               |           |  |
| Wießmeier 20’ | Marcatori |  |

| Arbitro: | Ebner |

|                 |           |                |
| Burgstaller 21’ | Marcatori | 70’ Surdanovic |

| Arbitro: | Schüttengruber |

|                                                      |           |                 |
| Teixeira 41’ Anderson 44’ Fridrikas 67’ Cheukoua 90’ | Marcatori | 8’ (rig.) Tadić |

| Arbitro: | Gishamer |

|            |           |                       |
| Tibidi 25’ | Marcatori | 30’ Maak 89’ Teixeira |

| Arbitro: | Ebner |

|  |           |                                                                               |
|  | Marcatori | 16’ (rig.) Fernando 20’ Kjærgaard 49’ Capaldo 60’ Okafor 78’ Adamu 82’ Kameri |

| Arbitro: | Heiß |

|                     |           |                            |
| Ranftl 4’ Jukić 56’ | Marcatori | 27’ Fridrikas 34’ Anderson |

| Arbitro: | Kijas |

|               |           |              |
| Fridrikas 81’ | Marcatori | 23’ Nakamura |

| Arbitro: | Hameter |

|                       |           |  |
| Prass 24’ Fuseini 84’ | Marcatori |  |

| Arbitro: | Fluch |

|                |           |                                |
| Surdanovic 40’ | Marcatori | 3’ Ballo 63’ Baribo 81’ Röcher |

| Arbitro: | Ebner |

|                 |           |            |
| Gkezos 15’, 64’ | Marcatori | 87’ Schmid |

#### Girone di ritorno
| Arbitro: | Lechner |

|                                            |           |                         |
| Schulz 14’ Ogrinec 28’ Sabitzer 37’ (rig.) | Marcatori | 49’ Schmid 90’ Anderson |

| Lustenau 23 ottobre 2022, ore 14:30 CET 13ª giornata | Austria Lustenau | 0 – 0 referto | Ried | Reichshofstadion (4 162 spett.)\| Arbitro: \| Jäger \| |
| Arbitro:                                             | Jäger            |               |      |                                                        |

| Arbitro: | Ciochirca |

|                                         |           |                                     |
| Surdanovic 36’ Teixeira 66’, 90’ (rig.) | Marcatori | 59’, 90’ Burgstaller 90’ Zimmermann |

| Arbitro: | Sadikovski |

|                |           |               |
| Providence 58’ | Marcatori | 29’ Guenouche |

| Arbitro: | Grobelnik |

|                                     |           |  |
| Grabher 9’ Teixeira 45’ (rig.), 52’ | Marcatori |  |

| Arbitro: | Hameter |

|                                           |           |  |
| Fernando 48’, 52’ Seiwald 76’ Capaldo 90’ | Marcatori |  |

| Arbitro: | Ciochirca |

|               |           |  |
| Fridrikas 45’ | Marcatori |  |

| Arbitro: | Lechner |

|                     |           |  |
| Ljubičić 90’ (rig.) | Marcatori |  |

| Arbitro: | Jäger |

|  |           |                            |
|  | Marcatori | 52’ Affengruber 76’ Horvat |

| Arbitro: | Altmann |

|  |           |             |
|  | Marcatori | 64’ Hugonet |

| Arbitro: | Gishamer |

|                                                      |           |                            |
| Mahrer 26’ (aut.) Diaby 45’ Cheukoua 90’ Gedikli 90’ | Marcatori | 34’ (rig.) Irving 90’ Pink |

### Poule retrocessione

#### Girone di andata
| Arbitro: | Kijas |

|  |           |             |
|  | Marcatori | 28’ Grujcic |

| Arbitro: | Altmann |

|            |           |  |
| Adriel 71’ | Marcatori |  |

| Arbitro: | Ebner |

|               |           |                                     |
| Fridrikas 10’ | Marcatori | 48’ Baribo 72’ Piesinger 80’ Röcher |

| Arbitro: | Harkam |

|  |           |                                   |
|  | Marcatori | 56’ (rig.) Fridrikas 76’ Anderson |

| Arbitro: | Heiß |

|                                                      |           |                                                 |
| Beganović 20’ Madritsch 49’ Lang 57’ Maak 74’ (aut.) | Marcatori | 6’ (rig.), 40’ Fridrikas 36’ Diaby 90’ Cheukoua |

#### Girone di ritorno
| Arbitro: | Pfister |

|                           |           |                           |
| Grujcic 42’ Fridrikas 73’ | Marcatori | 50’ Plavotić 90’ Diomande |

| Arbitro: | Ciochirca |

|                      |           |                          |
| Ballo 24’ Baribo 36’ | Marcatori | 17’ Fridrikas 30’ Motika |

| Arbitro: | Talic |

|                                     |           |                                                                |
| Fridrikas 60’ (rig.) Surdanovic 62’ | Marcatori | 34’ Naschberger 43’ Štumberger 49’ (aut.) Grujcic 51’ Ranacher |

| Arbitro: | Kijas |

|                 |           |           |
| Abdijanovic 34’ | Marcatori | 60’ Diaby |

| Arbitro: | Weinberger |

|                                                           |           |             |
| Fridrikas 15’, 40’ Berger 32’ Diaby 52’ (rig.) Schmid 86’ | Marcatori | 79’ Avdijaj |

### Spareggi Conference League
| Arbitro: | Jäger |

|                   |           |                            |
| Baribo 85’ (rig.) | Marcatori | 90’ Grujcic 105’ Fridrikas |

| Arbitro: | Altmann |

|               |           |             |
| Fridrikas 17’ | Marcatori | 46’ Fischer |

| Arbitro: | Schüttengruber |

|                                                    |           |  |
| Fischer 19’, 46’ Tabaković 61’ Fitz 84’ Gruber 87’ | Marcatori |  |

### ÖFB-Cup
| Arbitro: | Grobelnik |

|                       |           |                                |
| Ortner 12’ Entrup 60’ | Marcatori | 46’, 54’ Surdanovic 64’ Schmid |

| Arbitro: | Semler |

|                    |           |  |
| Andrejević 8’, 10’ | Marcatori |  |

## Statistiche

### Statistiche di squadra
| Competizione               | Punti | In casa | In casa | In casa | In casa | In casa | In casa | In trasferta | In trasferta | In trasferta | In trasferta | In trasferta | In trasferta | Totale | Totale | Totale | Totale | Totale | Totale | DR |
| Competizione               | Punti | G       | V       | N       | P       | Gf      | Gs      | G            | V            | N            | P            | Gf           | Gs           | G      | V      | N      | P      | Gf     | Gs     | DR |
| -------------------------- | ----- | ------- | ------- | ------- | ------- | ------- | ------- | ------------ | ------------ | ------------ | ------------ | ------------ | ------------ | ------ | ------ | ------ | ------ | ------ | ------ | -- |
| Bundesliga                 | 27    | 11      | 5       | 3       | 3       | 19      | 19      | 11           | 2            | 3            | 6            | 10           | 18           | 22     | 7      | 6      | 9      | 29     | 37     | -8 |
| Poule retrocessione        | -     | 5       | 2       | 1       | 2       | 11      | 10      | 5            | 2            | 3            | 0            | 10           | 7            | 10     | 4      | 4      | 2      | 21     | 17     | +4 |
| Spareggi Conference League | -     | 1       | 0       | 1       | 0       | 1       | 1       | 2            | 1            | 0            | 1            | 2            | 6            | 3      | 1      | 1      | 1      | 3      | 7      | -4 |
| ÖFB-Cup                    | -     | 0       | 0       | 0       | 0       | 0       | 0       | 2            | 1            | 0            | 1            | 3            | 4            | 2      | 1      | 0      | 1      | 3      | 4      | -1 |
| Totale                     | 27    | 17      | 7       | 5       | 5       | 31      | 30      | 20           | 6            | 6            | 8            | 25           | 35           | 37     | 13     | 11     | 13     | 56     | 65     | -9 |

### Andamento in campionato
| Giornata  | 1 | 2 | 3 | 4 | 5 | 6 | 7 | 8 | 9 | 10 | 11 | 12 | 13 | 14 | 15 | 16 | 17 | 18 | 19 | 20 | 21 | 22 |
| --------- | - | - | - | - | - | - | - | - | - | -- | -- | -- | -- | -- | -- | -- | -- | -- | -- | -- | -- | -- |
| Luogo     | C | T | T | C | T | C | T | C | T | C  | T  | T  | C  | C  | T  | C  | T  | C  | T  | C  | T  | C  |
| Risultato | V | P | N | V | V | P | N | N | P | P  | P  | P  | N  | N  | N  | V  | P  | V  | P  | P  | V  | V  |
| Posizione | 3 | 6 | 7 | 4 | 4 | 5 | 5 | 5 | 6 | 8  | 8  | 9  | 10 | 9  | 8  | 8  | 8  | 8  | 8  | 8  | 8  | 8  |

Legenda:

Luogo: C = Casa; T = Trasferta. Risultato: V = Vittoria; N = Pareggio; P = Sconfitta.

### Statistiche dei giocatori
| Giocatore     | ÖFB-Cup  | ÖFB-Cup | ÖFB-Cup     | ÖFB-Cup    | Bundesliga | Bundesliga | Bundesliga  | Bundesliga | Totale   | Totale | Totale      | Totale     |
| Giocatore     | Presenze | Reti    | Ammonizioni | Espulsioni | Presenze   | Reti       | Ammonizioni | Espulsioni | Presenze | Reti   | Ammonizioni | Espulsioni |
| ------------- | -------- | ------- | ----------- | ---------- | ---------- | ---------- | ----------- | ---------- | -------- | ------ | ----------- | ---------- |
| A. Adriel     | 1        | 0       | 0           | 0          | 12         | 0          | 0           | 0          | 13       | 0      | 0           | 0          |
| A. Anderson   | 1        | 0       | 0           | 0          | 21         | 4          | 4           | 1          | 22       | 4      | 4           | 1          |
| A. Bacic      | 0        | 0       | 0           | 0          | 0          | 0          | 0           | 0          | 0        | 0      | 0           | 0          |
| Y. Bellache   | 1        | 0       | 0           | 0          | 7          | 0          | 1           | 0          | 8        | 0      | 1           | 0          |
| T. Berger     | 2        | 0       | 0           | 0          | 14         | 0          | 1           | 0          | 16       | 0      | 1           | 0          |
| M. Cheukoua   | 2        | 0       | 0           | 0          | 12         | 2          | 0           | 0          | 14       | 2      | 0           | 0          |
| Y. Diaby      | 0        | 0       | 0           | 0          | 12         | 1          | 0           | 0          | 12       | 1      | 0           | 0          |
| L. Fridrikas  | 1        | 0       | 0           | 0          | 19         | 4          | 6           | 0          | 20       | 4      | 6           | 0          |
| E. Gedikli    | 0        | 0       | 0           | 0          | 4          | 1          | 0           | 0          | 4        | 1      | 0           | 0          |
| F. Gmeiner    | 2        | 0       | 0           | 0          | 15         | 0          | 1           | 0          | 17       | 0      | 1           | 0          |
| P. Grabher    | 2        | 0       | 1           | 0          | 21         | 1          | 6           | 0          | 23       | 1      | 7           | 0          |
| D. Grujcic    | 0        | 0       | 0           | 0          | 12         | 0          | 1           | 2          | 12       | 0      | 1           | 2          |
| H. Guenouche  | 2        | 0       | 1           | 0          | 22         | 1          | 3           | 0          | 24       | 1      | 4           | 0          |
| A. Helac      | 1        | 0       | 0           | 0          | 0          | 0          | 0           | 0          | 1        | 0      | 0           | 0          |
| J. Hugonet    | 2        | 0       | 0           | 0          | 22         | 1          | 3           | 0          | 24       | 1      | 3           | 0          |
| H. Koudossou  | 0        | 0       | 0           | 0          | 5          | 0          | 1           | 0          | 5        | 0      | 1           | 0          |
| H. Küng       | 0        | 0       | 0           | 0          | 1          | 0          | 0           | 0          | 1        | 0      | 0           | 0          |
| M. Maak       | 2        | 0       | 0           | 0          | 18         | 1          | 1           | 0          | 20       | 1      | 1           | 0          |
| N. Motika     | 0        | 0       | 0           | 0          | 6          | 0          | 0           | 0          | 6        | 0      | 0           | 0          |
| S. Nesler     | 0        | 0       | 0           | 0          | 0          | 0          | 0           | 0          | 0        | 0      | 0           | 0          |
| T. Rhein      | 2        | 0       | 1           | 0          | 16         | 0          | 0           | 0          | 18       | 0      | 1           | 0          |
| D. Schierl    | 1        | 0       | 0           | 0          | 22         | 0          | 2           | 0          | 23       | 0      | 2           | 0          |
| A. Schmid     | 2        | 1       | 0           | 0          | 17         | 3          | 0           | 0          | 19       | 4      | 0           | 0          |
| J. Stefanon   | 1        | 0       | 0           | 0          | 2          | 0          | 0           | 0          | 3        | 0      | 0           | 0          |
| S. Surdanovic | 2        | 2       | 0           | 0          | 22         | 3          | 3           | 1          | 24       | 5      | 3           | 1          |
| B. Teixeira   | 2        | 0       | 0           | 0          | 16         | 6          | 3           | 0          | 18       | 6      | 3           | 0          |
| D. Tiefenbach | 0        | 0       | 0           | 0          | 2          | 0          | 0           | 0          | 2        | 0      | 0           | 0          |
| C. Türkmen    | 2        | 0       | 0           | 0          | 21         | 0          | 3           | 0          | 23       | 0      | 3           | 0          |